# Mykola Kulisch

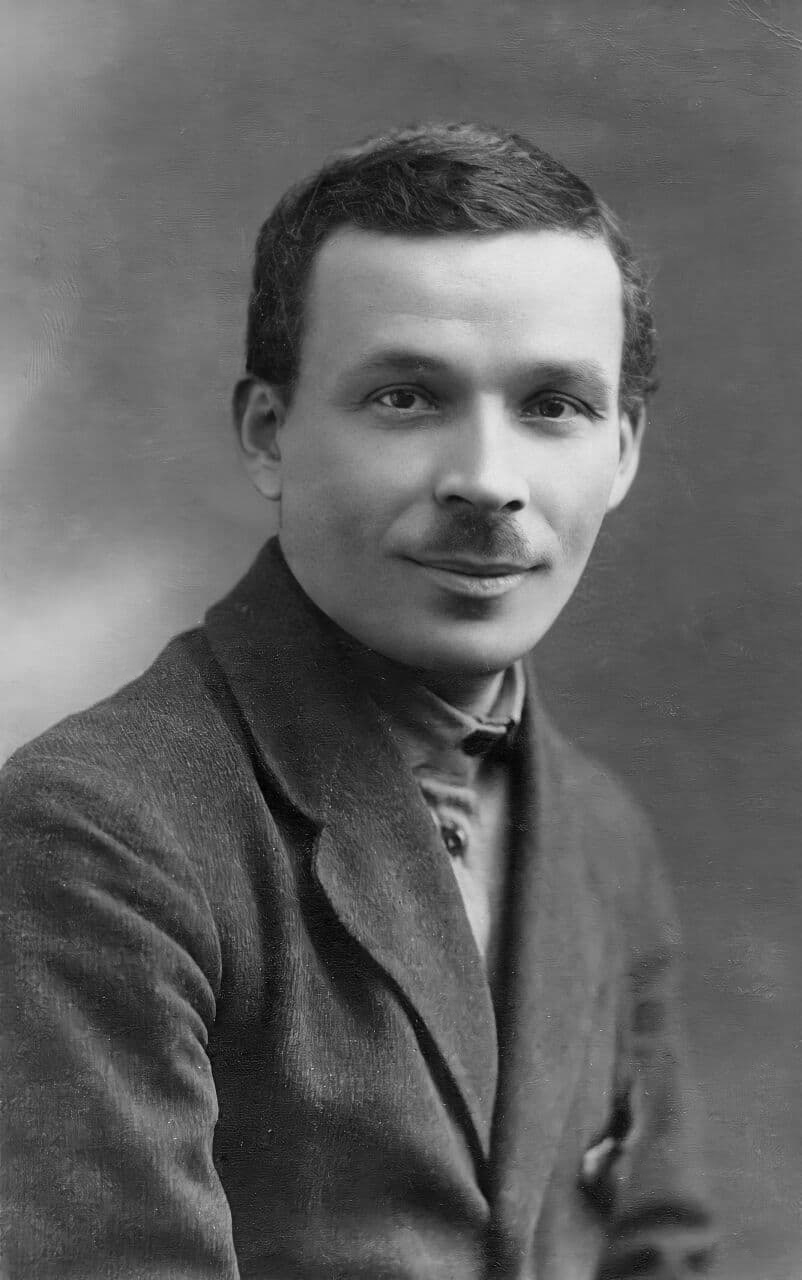
Mykola Kulisch (1920)

Mykola Hurowytsch Kulisch (ukrainisch Микола Гурович Куліш; * 6. Dezemberjul. / 18. Dezember 1892greg. in Tschaplynka, Gouvernement Taurien, Russisches Kaiserreich; † 3. November 1937 in Sandarmoch, Karelien, Sowjetunion) war ein ukrainischer Schriftsteller, Dramatiker der „hingerichteten Wiedergeburt“, Pädagoge, Veteran des Ersten Weltkriegs und Veteran der Roten Armee. Er gilt als einer der wichtigsten Dramaturgen der Ukraine im 20. Jahrhundert.

## Leben
Kulisch wuchs im Dorf Tschaplynka in der heutigen ukrainischen Oblast Cherson auf; nach dem frühen Tod seiner Mutter wuchs er überwiegend in Waisenhäusern auf und besuchte eine Gemeindeschule. Finanzielle Förderung von Bekannten ermöglichte anschließenden Besuch der achtklassigen weiterführenden Schule und des Gymnasiums in Oleschky, wo auch erste satirische Gedichte entstanden. Der Beginn eines Studiums wurde 1914 durch den Ausbruch des Ersten Weltkriegs unterbrochen, in dem er drei Jahre diente und als Infanterieoffizier in Galizien und Wolhynien Kontakt zur Mitgliedern der ukrainischen Unabhängigkeitsbewegung bekam. Nach einer Verletzung aus der russischen Armee ausgeschieden, beteiligte er sich ab 1917 an dem Unabhängigkeitskampf und den Bemühungen um eine unabhängige Ukrainische Volksrepublik, unter anderem als Partisanen-Offizier im Süden der Ukraine.
In den 1920er Jahren, nach dem Übergang der Ukraine in die Ukrainische Sowjetrepublik arbeitete Kulisch u. a. als Lehrer, Schulinspektor und Zeitungsredakteur; außerdem verfasste das erste ukrainischsprachige Schul-Lesebuch Perwynka (Первинка). Seine Dramen 97 und Komuna w stepach (Комуна в степах, dt. etwa „Steppengemeinde“) brachten ihm erste Aufmerksamkeit beim Publikum; 1924 wurde Kulisch Mitglied der proletarischen Autorengruppe Hart. Nachdem er 1925 nach Charkiw übergesiedelt war, machte er Bekanntschaft mit zahlreichen bekannten Literaten und Theaterschaffenden seiner Zeit; deutlich beeinflusst wurde er vom Regisseur Les Kurbas, der einige seiner Theaterstücke auf die Bühne brachte. Kulisch wurde Mitglied und später Vorsitzender der neuen Organisation WAPLITE (Вільна Академія Пролетарської Літератури, dt. Freie Akademie proletarischer Literatur) und beteiligte sich maßgeblich an dem zeitgenössischen Diskurs über den Weg der ukrainischen Literatur im Zeitalter des Kommunismus. Dabei traten er und seine Mitstreiter der WAPLITE für eine eigenständige, aus der Provinzialität gehobenen ukrainischen Literatur ein – im Gegensatz zu einer Kultur, deren Richtung von Moskau und der kommunistischen Partei vorgegeben würde.
1928 musste die WAPLITE aufgelöst werden, und Kulisch beteiligte sich maßgeblich an den Literaturzeitschriften Literaturnyj jarmarok (dt. „Literatur-Jahrmarkt“) und Tschwerwonyj schljach (dt. „Roter Weg“). Ein letzter Versuch der Autorengruppe, sich zu organisieren, war 1929 Gründung der Prolitfront, der „Proletarischen Literaturfront“. Sie wurde 1931 zur Auflösung gezwungen.
Für Kulisch begann mit Beginn der 30er Jahre die Zeit der Repressionen. Er wurde nicht in den offiziellen Schriftstellerverband aufgenommen; seine Werke wurden als „nationalistisch“, „konterrevolutionär“ und „gefährlich“ gebrandmarkt und ihre Veröffentlichung verboten. Im Juni 1934 wurde er aus der Kommunistischen Partei ausgeschlossen und im Dezember desselben Jahres vom NKWD festgenommen und inhaftiert. Unter der Anklage der Mitgliedschaft in einer angeblichen „Ukrainischen Terrorzentrale“ verurteilte man ihn zu 10 Jahren Isolationshaft im Straflager auf den Solowezki-Inseln. Vom dortigen Gefängnis wurde er aufs Festland gebracht und anlässlich einer Massenhinrichtung kurz vor dem 20-jährigen Jubiläum der Oktoberrevolution in Sandarmoch in Karelien am 3. November 1937 erschossen.

## Werke
Insgesamt schrieb Kulisch 14 Dramen, von denen sechs zu seinen Lebzeiten aufgeführt wurden, davon drei von Les Kurbas.
Kulisch gilt mit seinem ersten Drama 97, mit dem er die Hungersnot auf der Krim von 1921/22 thematisierte, als Begründer des modernen ukrainischen Dramas; das Stück selbst als das erste relevante Bühnenstück der Sowjetunion. Seine Aufführung unterlag jedoch bereits einer Zensur: so wurde  das im Original tragische Ende auf der Bühne zu einem positiven umgeschrieben.
Thematisch behandelte Kulisch in seinen Stücken zunächst die Probleme der Landbevölkerung im Süden der Ukraine, so etwa in Komuna w stepach (1925) und in Proschtschaj, selo (Прощай, село, dt. etwa Lebewohl, Dorf). Später karikierte Kulisch sowohl die bourgeoise vorrevolutionäre Gesellschaft als auch die sowjetische Bürokratie. Im Rahmen seiner Zusammenarbeit mit Les Kurbas finden sich auch expressionistische Elemente in seiner Arbeit, die oftmals mit Elementen des ukrainischen Puppentheaters oder Theaterformen des 17. oder 18. Jahrhunderts kombiniert wurden. Eines der Stücke dieser Phase ist  Narodni Malachi (Народний Малахій, dt. etwa Volks-Malachias).
Von den wenigen Aufführungen, die Kulischs Stücke erfuhren, waren die im Theater Beresil (Березіль, dt. „März“) unter Regie von Les Kurbas die bedeutendsten. Einige der Stücke durften nur wenige Male aufgeführt werden, bevor sie zwangsweise abgesetzt wurden. Andererseits wurde das Drama Patetytschna Sonata, das in der Ukraine verboten war, dennoch ins Russische übersetzt und in Moskau und Leningrad aufgeführt. Eine zensierte Version konnte 1932 in Berlin veröffentlicht werden.
Viele von Kulischs Manuskripten wurden während seiner Lagerhaft beschlagnahmt und zerstört; einige Stücke gelten als vollständig verloren, andere sind nur in Übersetzungen erhalten.

## Würdigung
Nach Mykola Kulisch ist das Musiktheater in Cherson benannt.